# 博布里基夫卡
48°8′2″N 39°43′9″E / 48.13389°N 39.71917°E
博布里基夫卡（烏克蘭語：Бобриківка）是位於烏克蘭東部的村莊，由盧甘斯克州多夫然斯克區的多夫然斯克市鎮負責管轄。該村始建於1956年，面積29.3平方公里，海拔高度247米，2001年人口379，人口密度每平方公里13人。